# Канелло, Уго Анджело
Уго Анджело Канелло (итал. Ugo Angelo Canello; 21 июня 1848, Вальдоббьадене — 12 июня 1883, Падуя) — итальянский филолог.
Учился в Германии у Фридриха Дица, о котором напечатал брошюру «Профессор Ф. Диц и романская филология нашего столетия» (итал. «Il professore F. Diez e la filologia romanza nel nostro secolo»; Флоренция, 1872). Написал «Историю итальянской литературы XVI века» (итал. «Storia della litteratura italiana nel secolo XVI»; 1880), подготовил антологию провансальской лирики «Fiorita di liriche provenzali» (Болонья, 1881, с предисловием Джозуэ Кардуччи). Важнейшие статьи Канелло собраны в «Saggi di critica letteraria» (Болонья, 1877).